# Opin (Orneta)
Opin (deutsch Open) ist ein Dorf in der Stadt-und-Land-Gemeinde Orneta (Wormditt) im Powiat Lidzbark Warmiński (Heilsberg) der polnischen Woiwodschaft Ermland-Masuren.

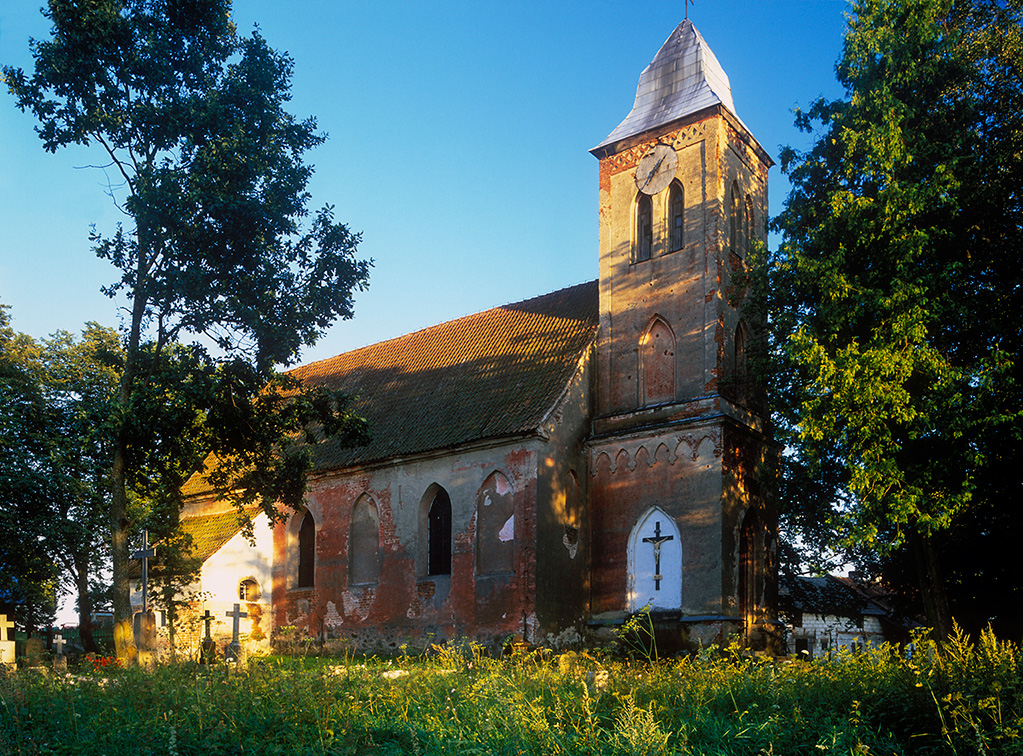
Die Heilig-Kreuz-Kirche in Opin

## Geographische Lage
Opin liegt im Nordosten Polens in der Woiwodschaft Ermland-Masuren, fünf Kilometer östlich des Gemeindehauptortes Orneta.

## Geschichte
Open wurde 1333 vom ermländischen Landvogt Henryk von Luter gegründet, was 1345 vom Bischof von Ermland, Hermann von Prag, offiziell mit einer Gründungsurkunde bestätigt wurde.
Bis zum Zweiten Frieden von Thorn im Jahre 1466 gehörte Open zu Preußen. Nach der Zweiteilung des Deutschordensstaats Preußen im Zweiten Frieden von Thorn 1466 kam das Dorf mit dem Fürstbistum Ermland zum autonomen Preußen Königlichen Anteils, das sich freiwillig der Oberhoheit der polnischen Krone unterstellt hatte. Nach der ersten Teilung Polens 1772 kam der Ort wieder unter preußische Herrschaft und gehörte ab 1818 zum Kreis Heilsberg, ab 1819 zum Kreis Braunsberg in Ostpreußen. Im Jahre 1900 bewohnten 679 Menschen Opin. Nach der Besetzung durch die Rote Armee im Jahre 1945 wurde Open zusammen mit der südlichen Hälfte Ostpreußens unter polnische Verwaltung gestellt. Der Ort erhielt die polnische Namensform Opin, die einheimische deutsche Bevölkerung wurde vertrieben und polnische Zuwanderer ersetzten sie.
Von 1975 bis 1998 gehörte Opin zur Woiwodschaft Elbląg. Seit 1998 gehört das Dorf zur polnischen Woiwodschaft Ermland-Masuren mit Regierungssitz in Olsztyn (Allenstein).

## Kirche

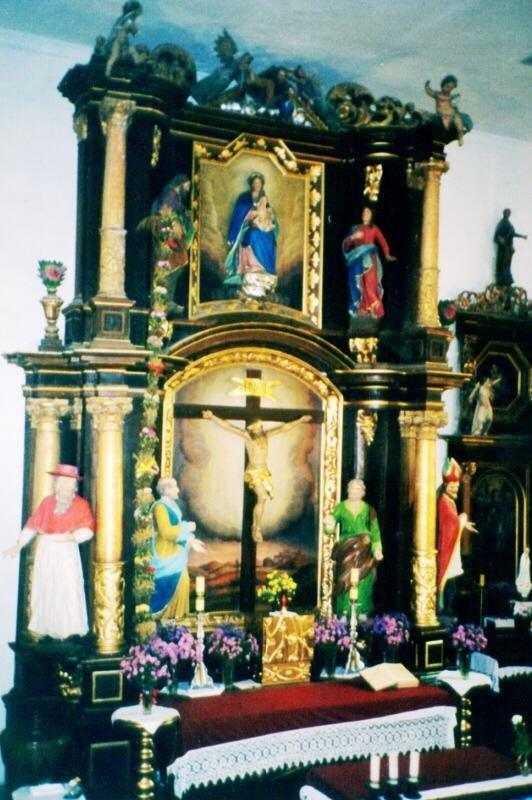
Der Hauptaltar der Kirche in Opin

In der Gründungsurkunde wird eine Kapelle erwähnt, in der der Pfarrer von Wormditt Gottesdienste abhielt. Gegen Ende des 14. Jahrhunderts wurde eine Kirche errichtet, die am 20. Oktober 1400 dem Bischof Heinrich III. Sorbom geweiht wurde. Die Kirche brannte im 18. Jahrhundert ab, wurde aber binnen zwei Jahren neu errichtet. Im Jahr 1830 wurde ein Kirchturm angebaut und das Gebäude im gotischen Stil wurde zu einem neogotischen Bauwerk.
Die wenigen evangelischen Einwohner des Ortes gehörten bis 1945 zur Kirche Wormditt in der Kirchenprovinz Ostpreußen der Kirche der Altpreußischen Union. Heute sind sie der Diözese Masuren der Evangelisch-Augsburgischen Kirche in Polen zugeordnet.